# Mazda Premacy

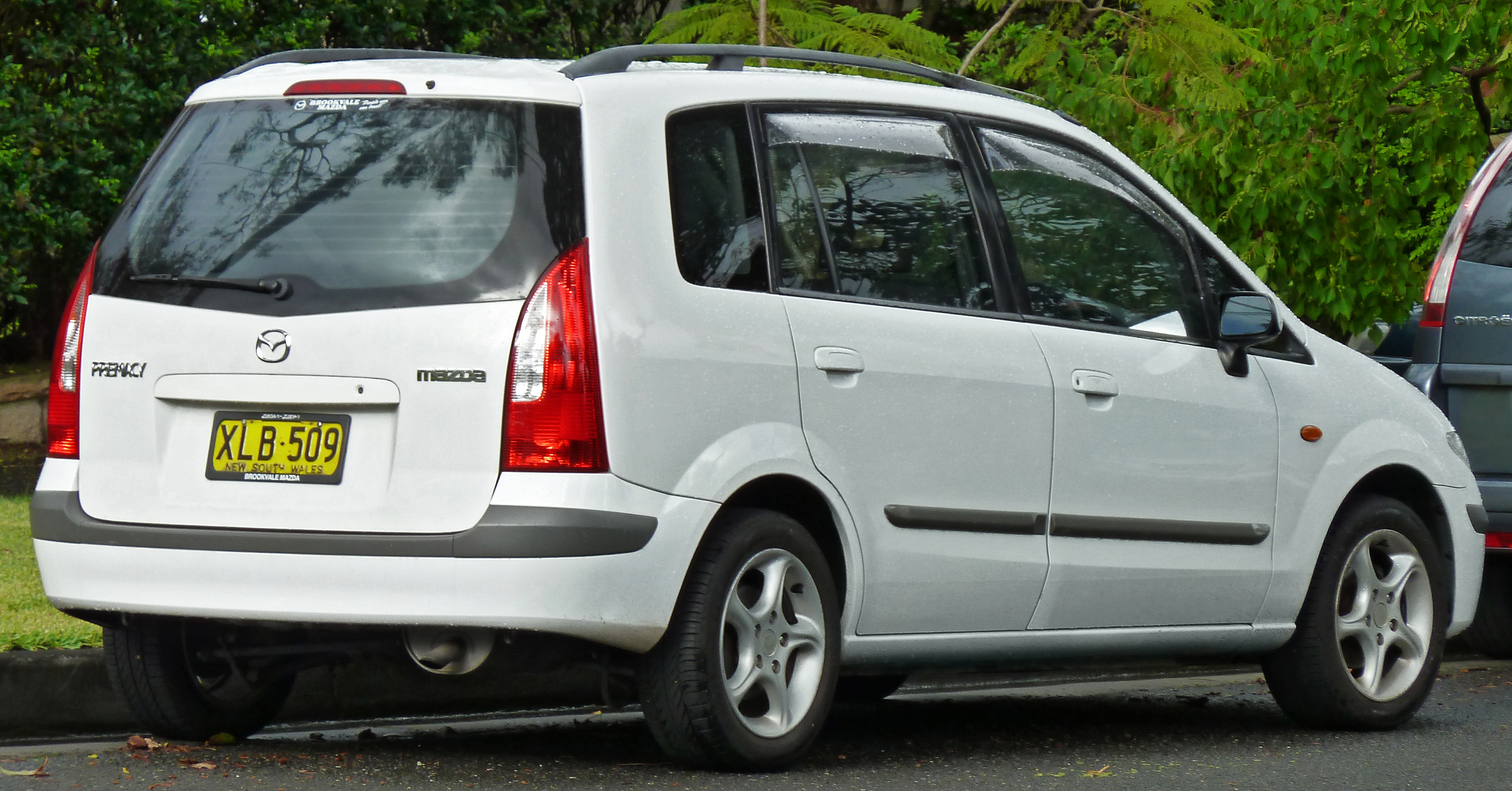
Mazda Premacy (1999-2001)

De Mazda Premacy is een Midi MPV van de Japanse autofabrikant Mazda. De Premacy kwam in 1999 op de markt en was een van de eerste directe concurrenten voor de Renault Scénic op de Europese markt.

## Details
De Mazda Premacy was in het begin leverbaar met drie motoren: een 1.8 liter benzinemotor met 101 pk of 114 pk voor de sterkere High Power en een 2.0 DiTD direct ingespoten dieselmotor met 90 pk, in 2000 werd de dieselmotor 10 pk krachtiger. In 2001 kreeg de Premacy een facelift. De vernieuwde Premacy kreeg nieuw vormgegeven bumpers met grotere luchtinlaten, een grotere vijfhoekige grille en een andere achterlichtindeling. Ook het interieur werd vernieuwd en kreeg standaard de beschikking over een boordcomputer. Verder werd de 1.8 HP motor vervangen door een 131 pk sterke 2.0 liter motor, werd het maximale aanhangwagengewicht en de maximale kogeldruk verhoogd. Ook de torsiestijfheid werd verhoogd door extra verstevigingen aan de achterzijde en in de B-stijlen. Ten slotte is ook de wielophanging gewijzigd, wat voor minder vibraties in het interieur zorgt en is het geluidsniveau verlaagd door de toepassing van dikker glas en extra isolatiemateriaal. In 2001 werd de Premacy aan de Euro NCAP-botsproeven onderworpen. Hier behaalde het model 3 sterren en 22 punten.
De Premacy werd in 2005 opgevolgd door de Mazda5. In Japan gaat de Mazda5 nog altijd door het leven als Premacy. De Mazda5 was in tegenstelling tot de Premacy ook als zevenzitter leverbaar, de Premacy was er in Europa alleen als vijfzitter.

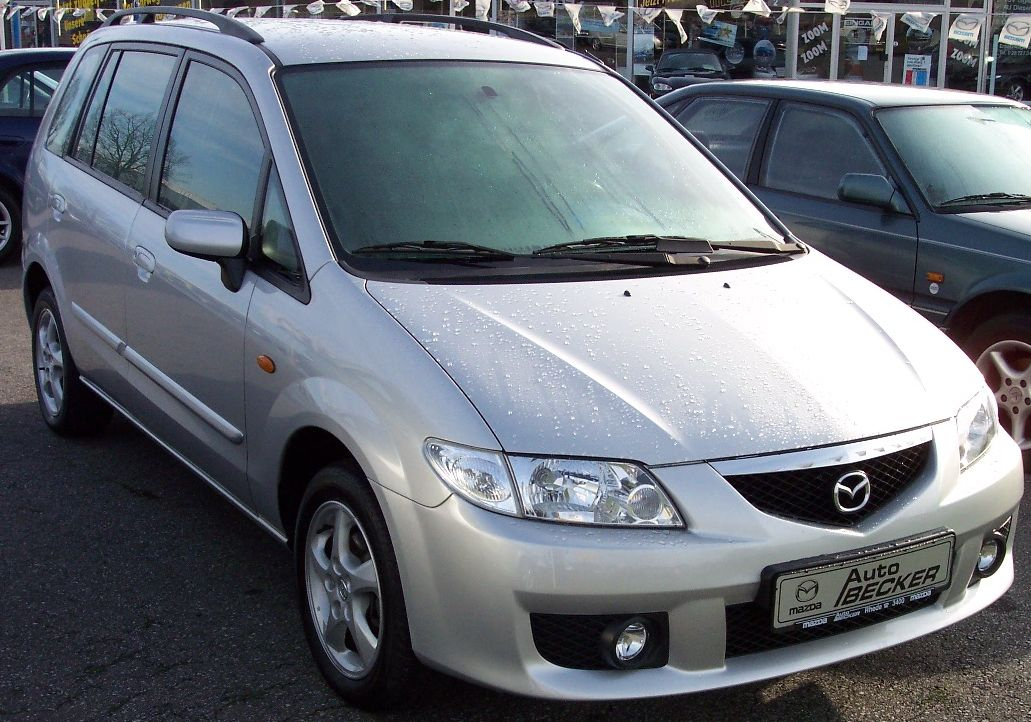
Mazda Premacy (2001-2005)
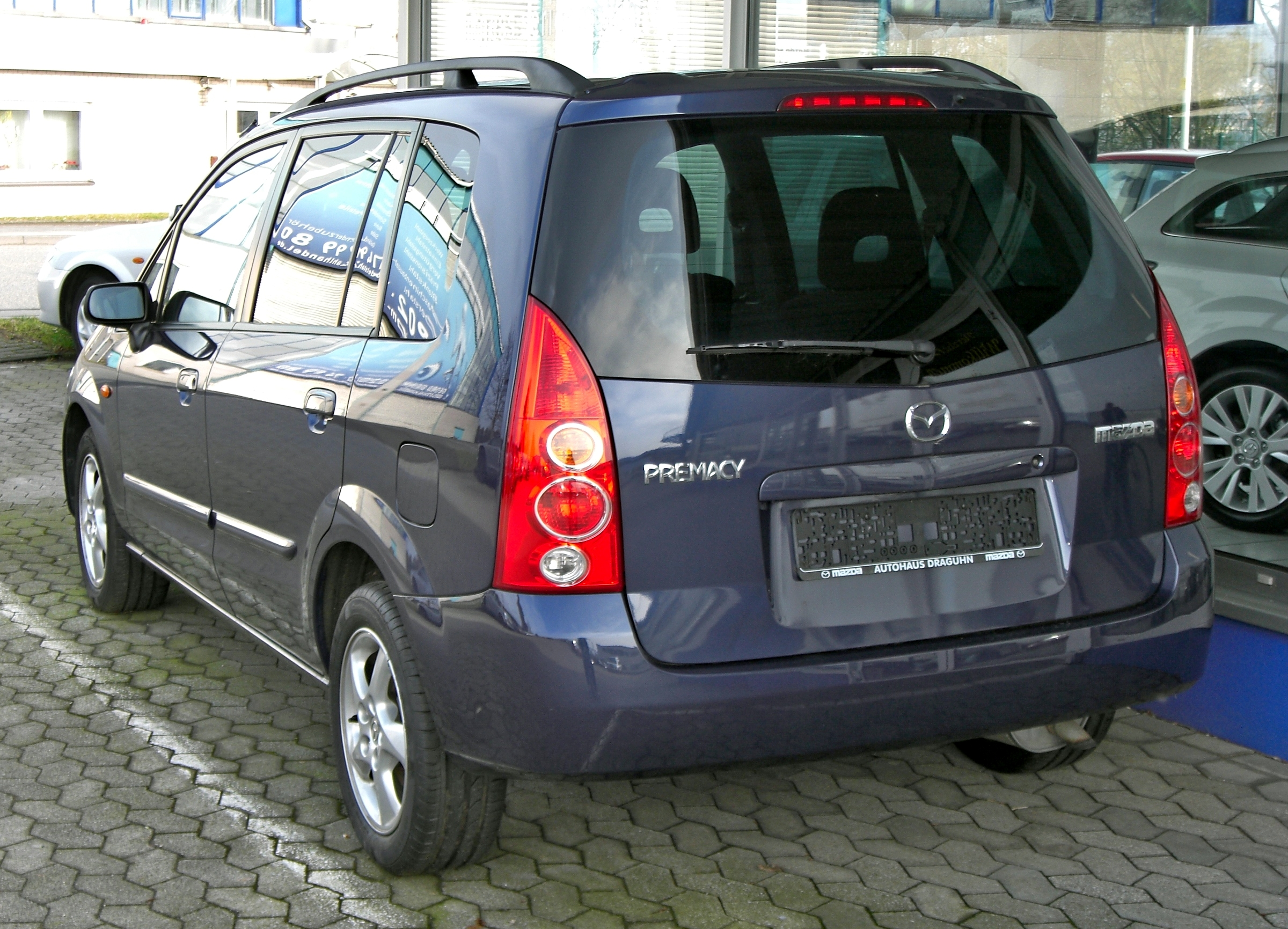
Mazda Premacy (2001-2005)
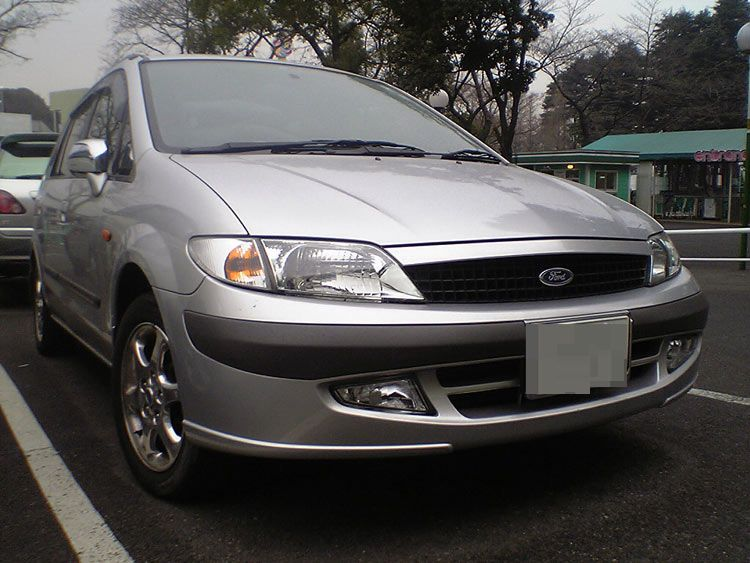
Ford Ixion
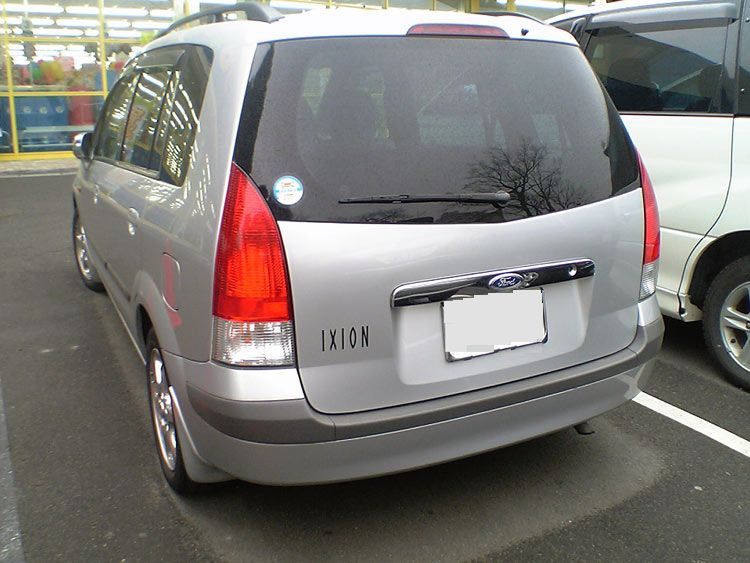
Ford Ixion
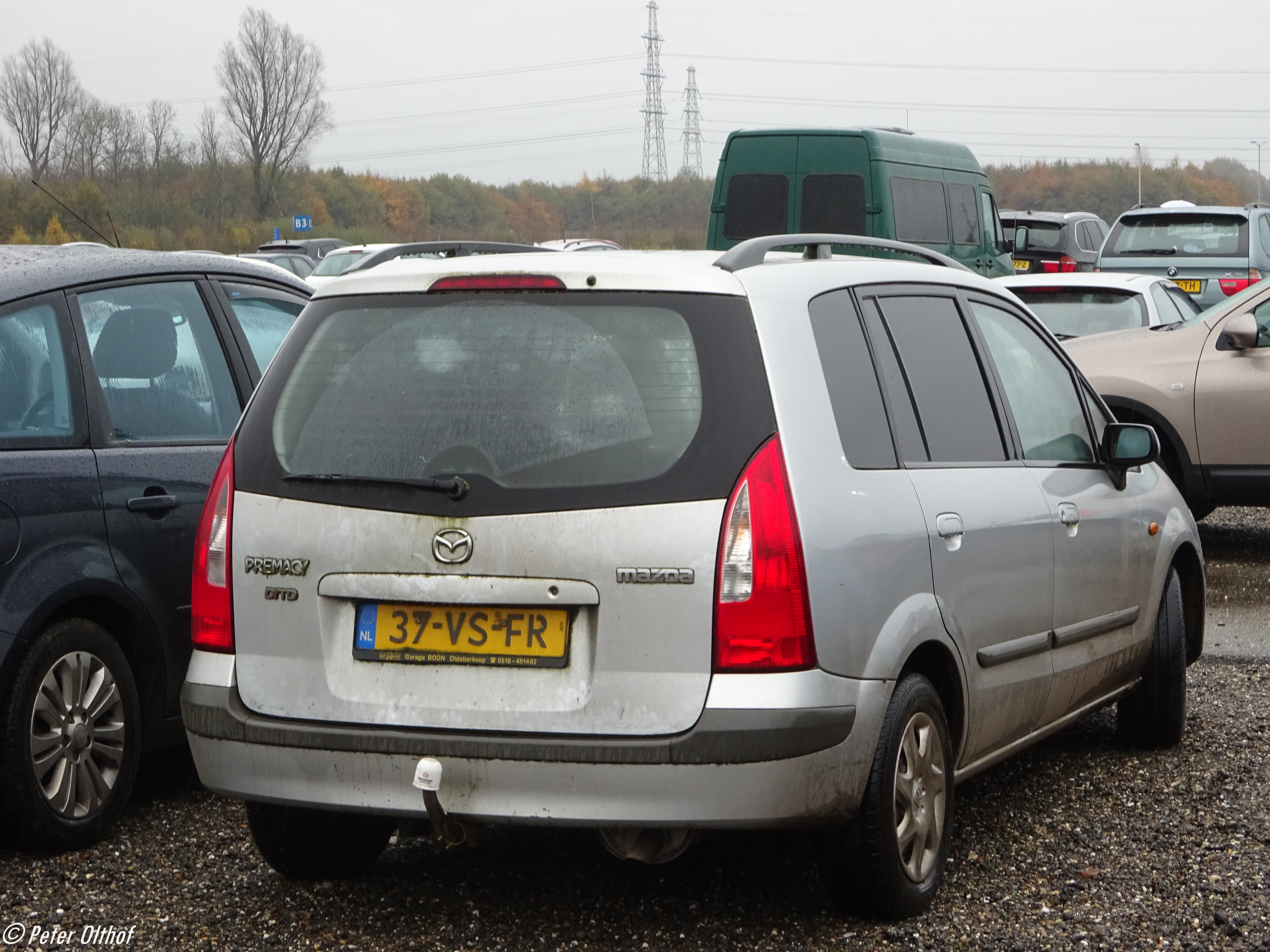
Mazda Premacy DITD Van (2000)

### Euro NCAP
| Merk en model | resultaat   | voetgangersveiligheid |
| ------------- | ----------- | --------------------- |
| Mazda Premacy | (22 punten) | (19 punten)           |

## Motoren
| Type           | Oorsprong | Motorcode   | Cilinders | Kleppen | Cilinderinhoud (cc) | Vermogen            | Koppel              | Opmerkingen                  |
| -------------- | --------- | ----------- | --------- | ------- | ------------------- | ------------------- | ------------------- | ---------------------------- |
| Benzinemotoren |           |             |           |         |                     |                     |                     |                              |
| 1.8            | Mazda     | FP-DE       | 4         | 16      | 1834                | 101 pk bij 5500 rpm | 152 Nm bij 3500 rpm | 1999-2005                    |
| 1.8 HP         | Mazda     | FP-DE       | 4         | 16      | 1834                | 114 pk bij 6000 rpm | 161 Nm bij 4000 rpm | 1999-2002                    |
| 2.0            | Mazda     | FS-DE/FS-ZE | 4         | 16      | 1991                | 131 pk bij 6000 rpm | 170 Nm bij 4500 rpm | 2002-2005                    |
| Dieselmotoren  |           |             |           |         |                     |                     |                     |                              |
| 2.0 DiTD       | Mazda     | RF-T DI     | 4         | 16      | 1998                | 90 pk bij 4000 rpm  | 220 Nm bij 1800 rpm | directe injectie; 1999-2000  |
| 2.0 DiTD       | Mazda     | RF-T DI     | 4         | 16      | 1998                | 101 pk bij 4000 rpm | 230 Nm bij 2000 rpm | directie injectie; 2000-2005 |

Concept-modellen:
Furai
Huidige modellen in Nederland:
2 ·
3 ·
6 ·
CX-3 ·
CX-30 ·
MX-30 ·
CX-5 ·
MX-5 ·
Huidige modellen internationaal:
BT-50 ·
Carol ·
CX-4 ·
CX-9 ·
E-Series ·
Scrum ·
Spiano ·
Titan ·
1960-1969
1000/1300 ·
1500 ·
B-Series ·
Carol ·
Cosmo ·
E360 ·
E-Series ·
R130 ·
R360
1970-1979
323 ·
626 ·
929 ·
Roadpacer ·
RX-2 ·
RX-3 ·
RX-4 ·
RX-5 ·
RX-7
1980-1989
121 ·
MPV ·
MX-6 ·
1990-1999
AZ-Offroad ·
AZ-Wagon ·
Demio ·
Laputa ·
MX-3 ·
Navajo ·
Premacy ·
Xedos 6 ·
Xedos 9
2000-2009
5 ·
Biante ·
CX-7 ·
RX-8 ·
Spiano ·
Tribute ·
Verisa ·